# Aligegeo Football Field
Aligegeo Football Field – to stadion piłkarski w Auki na Wyspach Salomona. Jest obecnie używany głównie do meczów piłki nożnej. Swoje mecze rozgrywa na nim drużyna piłkarska Auki Kingz FC. Stadion może pomieścić 1000 widzów.